# Жан II (герцог Бретані)
Жан II (*Jean II,3/4 січня 1239 — 18 листопада 1305) — герцог Бретані у 1286—1305 роках, пер Франції.

## Життєпис

### Молоді роки
Походив з роду Дрьо. Старший син Жана I, герцога Бретані, та Бланки (доньки Теобальда I, короля Наварри). Народився у січні 1239 року. У 1245 році відбулися його заручини з донькою англійського короля Генріха III. У 1259 році було укладено шлюб. Деякий час перебував в Англії, де затоваришував з принцом Едуардом.
У 1268 році батько передав Жану графство Річмонд, що розташовувалося в Англії. Згодом він зголосився приєднатися до бретонського загону, який планувалося доєднати до королівських військ, що вирушали у черговий хрестовий похід. Жан супроводжував свого батька і Людовика IX у Восьмому хрестовому поході, який закінчився смертю короля в 1270 році в Тунісі. У той час як його батько повернувся в Бретань, він разом зі своїм родичем, Едуардом Плантагенетом, сином короля Англії, попрямував до Палестини в хрестовий похід, куди прибув в 1272 році.
У 1285 році брав участь у хрестовому поході Філіпа III, короля Франції, проти короля Арагона, який завершився невдало. Після повернення на батьківщину увесь час займався справами герцогства, в цей час хворий батько фактично передав усе управління до рук Жана.

### Герцог
1286 року після смерті батька успадкував Бретань. При цьому продовжив політику попередників щодо приборкання баронів. 1294 року Жан II влаштував збори знаті, на яких було затверджено «Livre des Ostz». в якому перераховано усі феодальні володіння Бретані в кожному з графств (всього 167). визначено обов'язки васалів перед своїми сюзеренами та герцогом Бретонським, встановлено кількість латників, які лицарі в залежності від статусу повинні були на випадок потреби привести до герцога.
Як родич короля Англії він був призначений останнім загальним капітаном Аквітанії і 1294 році захищав цю область від армії короля Франції, якою командував Карл Валуа, граф Анжу. Проте Жан II вів лише оборонну війну. Тому протягом 1294—1296 років зазнав поразки, основні райони Бретані були захоплені. З огляду на ситуацію бретонський герцог розірвав свій союз з королем Англії і погодився на шлюб свого онука Жана з Ізабеллою, донькою Карла Валуа, завдяки чому його герцогство було зведено в перство у вересні 1297 року. Проте король Едуард I позбавив Жана II графства Річмонд.
З 1297 до 1304 року підтримував французького короля Філіпа IV Вродливого в боротьбі проти фламандців. 1304 року звитяжив у битві при Зірікзеї, в якій зазнав поразки Гі де Дамп'єр, граф Фландрії. Того ж року брав участь у битві при Монс-де-Певеле, де фламандські повстанці зазнали остаточної поразки.
У 1304 році англійський король повернув Жану II графство Річмонд. У 1305 році Жан II вирушив до Ліону на інтронізацію папи римського Клемента V, але, беручи участь у цій церемонії, його убито стіною, що впала. Владу успадкував його старший син Артур.

## Родина
Дружина — Беатріс, донька Генріха III, короля Англії
Діти:
- Артур (1262—1312), герцог Бретані у 1305—1312 роках
- Жан (бл.1266–1334), граф Річмонд
- Марія (1268—1339), дружина Гі IV Шатільйон, графа Сен-Поль
- П'єр (1269—1312), віконт де Леон
- Бланка (1269—1312), дружина Філіппа де Артуа, сеньйора Конша
- Елеонора (1275—1342), аббатиса монастиря Фонтевро